# TACLET

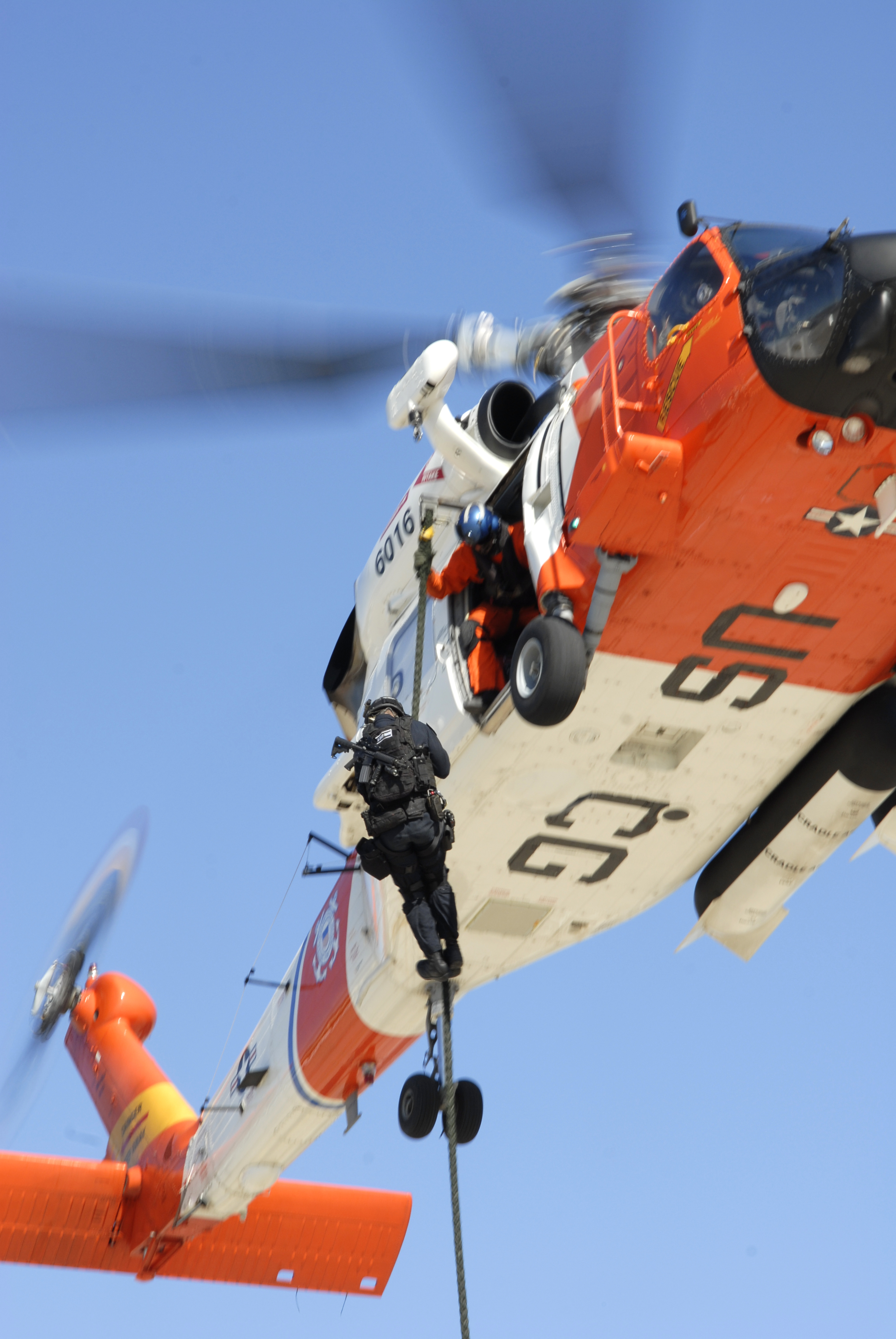
HH-60Jジェイホークより降下するPACTACLET隊員。

TACLET（Tactical Law Enforcement Teams: 戦術法執行チーム）は、アメリカ沿岸警備隊の法執行部隊。

## 概要
アメリカ沿岸警備隊は、作戦展開群（DOG）の隷下に各種の法執行部隊を整備しているが、このうち、戦術部隊として設立されたのがTACLETである。一方、海上保安庁の特殊警備隊（SST）や日本警察の特殊急襲部隊（SAT）に相当する対テロ特殊部隊としては、海洋保安部隊（MSST: Maritime Safety and Security Team）が創設されている。
武装密輸船等に対する臨検が主な任務であるが、有事の際は、沿岸警備隊が国防総省指揮下となり、アメリカ海軍に編入され、軍事作戦に参加する性格上、TACLETも軍事作戦に参加する。過去には、イラク戦争の際にペルシャ湾沖でのイラク船籍の貨物船に対する臨検業務や上陸作戦にも参加している。ただし、抵抗を示す船舶への臨検については上記のMSSTやMSRTが投入されることとなっている。
現在、フロリダ州オパロッカを基地とするTACLET-South、カリフォルニア州サンディエゴを基地とするPACTACLET (Pacific Area TACLET) の2個隊が編成されている。各TACLETの隷下には、実行部隊として法執行分遣隊（LEDET）が編成され、各カッターや、必要に応じて海軍の艦艇に派遣されることとなる。1998年に東京晴海埠頭で開催された海上保安庁観閲式には、「マンロー」に配属されたLEDETが参加して、海上保安庁のSSTと密輸船臨検訓練展示で競演した。